# Flying Leathernecks
Flying Leathernecks é um longa-metragem estadunidense de 1951 do gênero guerra, dirigido por Nicholas Ray, produzido por Edmund Grainger e estrelado por John Wayne e Robert Ryan. 

## Sinopse
Durante a guerra do Pacífico Sul, na Segunda  Guerra Mundial, o major Dan Kirby (John Wayne) assume o comando do esquadrão de caças, mas enfrenta a oposição do capitão Griffin (Robert Ryan).

## Elenco
- John Wayne....Maj. Daniel Xavier Kirby
- Robert Ryan....Capt. Carl "Griff" Griffin
- Don Taylor....Vern "Cowboy" Blithe
- Janis Carter....Joan Kirby
- Jay C. Flippen....MSgt. Clancy, Line Chief
- William Harrigan....Dr. Lt. Cdr. Joe Curran